# HD 29435
HD 29435，又名CD-30 1911，SAO 195163、HR 1476，是一颗恒星，视星等为6.3，位于銀經231.28，銀緯-41.06，其B1900.0坐标为赤經4h 32m 57.9s，赤緯-30° -41.06′ 8″。